# Уштобе (Западно-Казахстанская область)
Уштобе (каз. Үштөбе, до 2010 г. — Болдырево) — село в Акжаикском районе Западно-Казахстанской области Казахстана. Входит в состав Жамбылского сельского округа.

## Население
В 1999 году население села составляло 425 человек (217 мужчин и 208 женщин). По данным переписи 2009 года, в селе проживали 363 человека (187 мужчин и 176 женщин).